# 松本清
松本 清（まつもと きよし、1909年（明治42年）4月24日 - 1973年（昭和48年）5月21日）は、千葉県東葛飾郡湖北村（現・我孫子市）出身の実業家、政治家。ドラッグストアチェーン大手の「マツモトキヨシ」の創業者。小金町議会議員、千葉県議会議員、松戸市長を歴任した。

## 経歴
- マツモトキヨシ代表社員
- 千葉日報社代表取締役社長
- 9-10代目松戸市長
- 11代目千葉県議会議長
- 千葉県議会議員
- 小金町議会議員

## 略歴
- 1909年（明治42年）4月24日: 千葉県東葛飾郡湖北村（現・我孫子市湖北）で生まれる
- 1923年（大正12年）: 知合いの伝で丁稚奉公しながら薬の勉強を始める
- 1930年（昭和5年）: 星製薬商業学校を卒業
- 1932年（昭和7年）: 薬種商免許取得の後、「松本薬舗」を開業
- 1942年（昭和17年）: 千葉県東葛飾郡小金町議会議員
- 1947年（昭和22年）: 千葉県議会議員、当選（東葛飾郡選挙区）
- 1951年（昭和26年）: 千葉県議会議員2期目、当選。
- 1954年（昭和29年）: 松本薬舗を法人組織に改組
- 1956年（昭和31年）: 千葉県議会議長[2]。千葉日報社社長に就任（1958年まで）。
- 1969年（昭和44年）
  - 1月26日：千葉県松戸市、第9代市長に当選。任期中、無給勤務で話題になる。
  - 10月6日：「すぐやる課」設立
- 1973年（昭和48年）5月21日: 2期目の市長在職中に心不全で逝去。64歳没。

## エピソード

### 県議会議員になりたい
貧しい農家の息子であった松本が小学生の頃、学校を出ようとした視学（現代の教育委員会の指導主事のような職業）が、たまたま所用で来校した県議会議員と鉢合わせになった際に、逆に視学が慌てて道を譲った。松本は県議会議員がそれほどまでに凄いのかと驚いて家に帰ってから母親に「大きくなったら県議会議員になりたい」と言ったところ、母親から「馬鹿を言っているんじゃない！」と、こっぴどく説教を受けた。それだけに、第二次世界大戦後松本が千葉県議会議員になったと知った母親は、ただただ驚いたという。

### マツモトキヨシ
1951年に千葉県議会の1期当選議員であった松本は自ら経営する薬局の屋号を自分のフルネームをカタカナにした「マツモトキヨシ」に改称した。その後の7回の選挙で立候補して選挙運動で当選するにあたって、自ら経営する薬局の屋号との相乗効果で有権者に氏名を浸透させ知名度向上につながることになった。また、自身の政治家としての氏名のアピールとともに自ら経営する薬局の知名度向上にもつながることになった。

### 市長選出馬の経緯
松本は元々松戸市に吸収合併された旧東葛飾郡小金町が地元であり、県議会議員の選挙区も初出馬当時に同町が属していた東葛飾郡選挙区から選出していた。したがって小金町が松戸市と合併したからといって松戸市選出議員との関係から選挙区を変えるわけには行かなかった。ところが、当時の市長がスキャンダルで引責辞任すると市政与党の自民党は適切な候補者が見つからなかった。そこで松本に出馬要請をしたものの、当人は松戸で選挙をしたことが無いことや健康面での不安を理由に一旦は固辞した。だが、当時松戸市を含む千葉1区（後に分区して4区）選出の衆議院議員であった当時の自民党副総裁川島正次郎が松戸市の危機であるとして、自ら松本を説得して立候補を受諾させた。

### すぐやる課
第9代松戸市長在任中の1969年（昭和44年）10月6日、「市役所は『市民に役立つ・役に立つ人がいる所』」を標語として、お役所仕事の打破と市民サービスの向上を目的として、日本初の即応部門「すぐやる課」を松戸市役所に設置し、全国的に報道された。職員は、元自衛官で課長の臼井銀次郎と課員1名。初仕事は、「市職員として剣道大会に出場中の父親に連絡を緊急に取りたい」という家族のため、臼井自身が大会会場へ走ったこと。発足2日目に市民から44件もの要望が入ったため、急遽3名を増員して課長ほか4名態勢となった。2017年現在は9名で構成される。2024年5月現在は男性5名、女性1名の計6名である。
従来の地方行政では、緊急に対応が求められる事態に対しても、縦割り行政の弊害から係・課・部・助役と何重もの決裁が必要で、すぐには対応ができなかった。そこで、松本は「すぐやる課」を松戸市長直属の部局とすることにより、機動性を確保した。部署名は「すぐ出来る事はすぐやる」から。課の壁には、松本の揮毫による書
（表記通り）が掲げてある。この思想は、日本各地の首長に支持され、1975年（昭和50年）には全国315の自治体（下記は一例）で、同名部署や同じ役割の部課が設けられた。なお、“すぐやる課”で対応できない件は担当部署に回付し、“可及的速やかに”処置することになっている。
- 東京都葛飾区
- 静岡県島田市
- 沖縄県石垣市
- 広島県安芸高田市
- 東京都世田谷区：地域振興課すぐやる相談窓口
- 青森県三沢市：まちづくり対策室（当時）
- 埼玉県秩父市：市民生活課すぐやる担当
- デンマーク、グラズサックセ市：StraXen[5]（当時）

コロムビアからすぐやる課を題材にしたレコード「すぐやる課」（歌：仲清史）も発売された。
1977年（昭和52年）には、この課にヒントを得て製作されたテレビドラマ『すぐやる一家青春記』がTBS系列にて放送された。また、2021年（令和3年）からは、この課の活動を描く再現ドラマ「突破市役所 なんでもスグやる課」がNTV系列のクイズバラエティ番組『THE突破ファイル』内で不定期に放送されている。

### 選挙と景品
市長在職時、千葉県会議員選挙の投票率が低迷していたため、松本は、投票整理券の整理番号を用いてくじを実施しようと考え、公職選挙法を管轄していた自治省（現・総務省）に問い合わせをしたが、自治省からは控えるよう回答された。しかし、くじを実施しても「投票の公正性が害されることがない」と考えた松本は、昭和44年12月27日の第32回衆議院議員総選挙で「投票でカラーテレビを当てましょう」というキャッチフレーズと共に、アイデアを実行した。景品は、カラーテレビ受像機・洗濯機・掃除機・自転車などで、その金額は100万円を超えた。また、投票率は前回総選挙より1.7％上昇し62.43％となった。

## 「記念」など

### 「記念」会館など
- 松戸市大金平にはかつて「松本清記念会館」があった。敷地内に松本清の事績を記した石碑が建立されていて、簡易食堂が併設されていた。2019年に老朽化のため建物を解体。跡地はイカリ消毒松戸営業所になっている。
ただし、この建物はいわゆる「記念館」ではなく、松本清の事績を記念して造られた、松本清の名を冠した一般的な長屋であるため、上記の石碑を除き、松本清に関する展示はなかった。
  - 存在した所在地：千葉県松戸市大金平2-124
  - 最寄駅：JR常磐線北小金駅、流鉄流山線小金城趾駅（それぞれ徒歩10 - 15分。北小金駅から松戸新京成バス幸田（こうで）循環利用の場合は、「小金城趾駅入口」停留所下車）
- マツモトキヨシ資料館
  - 松戸市小金384
- 松戸市旧小金消防署前には松本清の胸像が設置されていたが、現在マツモトキヨシ資料館に移動されている。

### 名前を付けた行政地名
- 松戸市小金地区には「小金きよしケ丘」、「小金清志町」（こがねきよしちょう）と松本清にちなむ地名や、「清ヶ丘小金公園」なる公園が存在する。少なくとも第二次世界大戦後の日本では、一政治家の名をつける例は稀である。

### 記念フィルム
- 松本清逝去後、松戸市は本人の功績を称え記念フィルム（ニュース映画）を製作した。

### 特別ドラマ
千葉テレビ放送の開局50周年記念ドラマとして、松本と周囲の人物にフォーカスを当てた『チバケンのマツモトさん。』が2021年5月1日に同局にて放送された。松本清を長谷川朝晴、妻の寿子を大塚寧々、次男の南海雄を中村俊介、すぐやる課初代課長の臼井銀次郎を小手伸也が担当したほか、かつてマツモトキヨシのCMにも出演していたダンディ坂野が特別出演した。

## 参考資料
- 松本かづな『私がマツモトキヨシです。』 著ISBN 4763192396
- 樹林ゆう子『マツモトキヨシ伝－すぐやる課を作った男』小学館 ,1996年 ISBN 4093463611
- 鈴木喜代春『アイデアをいかした政治 松戸市役所すぐやる課』小峰書店少年少女ノンフィクション,1977年
- 扇谷正造『すぐやる課太平記』産業能率短期大学出版部，1971年